# Drew Sidora
Drew Sidora, née le 1er mai 1986 à Chicago, Illinois (États-Unis), est une actrice américaine, également chanteuse. En 2020, elle a rejoint l’émission de téléréalité Les Real Housewives d'Atlanta.

## Filmographie

### Télévision
- 1995 : Divas (TV) de Thomas Carter : Angela
- 1998 : The Howie Mandel Show (série télévisée) (épisode inconnu) : Sasha
- 2002 : Ce que j'aime chez toi (série télévisée) saison 1 - épisode 10 : Angela
- 2002 : FBI : Portés disparus (série télévisée) saison 2 - épisode 11 : Thani Corey
- 2004 : Phénomène Raven (série télévisée) saison 3 - épisode 1, 17, 20 et 32 : Chantel
- 2005 : Girlfriends (série télévisée) saison 6 - épisode 15 : Sage
- 2007 : The Game (série télévisée) saison 1 - épisodes 15 et 20 / saison 2 - épisodes 1 et 5
- 2013 : CrazySexyCool: The TLC Story (téléfilm) - Tionne "T-Boz" Watkins

### Cinéma
- 2004 : Never Die Alone (en) de Ernest R. Dickerson : Ella
- 2004 : FBI : Fausses blondes infiltrées de Keenen Ivory Wayans : Shaunice
- 2006 : Sexy Dance de Anne Fletcher : Lucy Avila
- 2007 : Bande de sauvages de Walt Becker : Haley Davis
- 2007 : Manipulations 2 de Aaron Courseault : Rene
- 2008 : Farm House de George Bessudo : Rebecca
- 2008 : Jury of Our Peers de Ruhkiya S. Williams : Vanessa
- 2008 : 17 ans encore de Burr Steers : Cameron
- 2009 : Killing of Wendy de David Hickson : Tyler
- 2009 : B-Girl (en) de Emily Dell :
- 2009 : Man of Her Dreams de Clifton Powell : Erica Gordon